# Géographie des Îles Mariannes du Nord

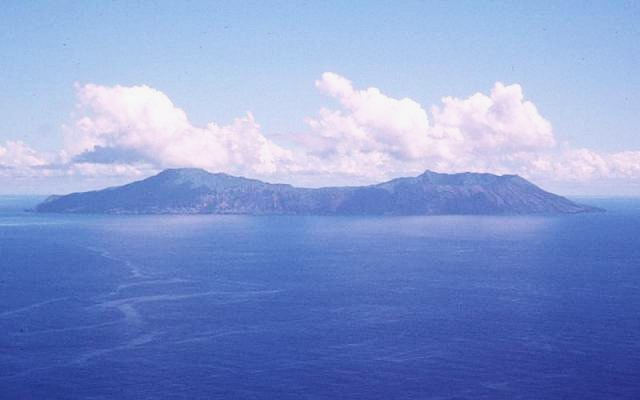
Île Anatahan.

Les îles Mariannes du Nord font partie des îles Mariannes. Elles se trouvent dans la mer des Philippines à proximité de Guam au sud-sud-ouest, et de l'archipel d'Ogasawara au nord-nord-ouest. Elles détiennent la fosse océanique la plus profonde au monde (11 053 mètres de profondeur), la fosse des Mariannes.